# تپه پالوتی
تپه پالوتی مربوط به سدهٔ ۴ تا ۱۰ ه.ق است و در شهرستان خوی، بخش مرکزی، دهستان رهال، روستای بویلابوش واقع شده و این اثر در تاریخ ۷ اسفند ۱۳۸۵ با شمارهٔ ثبت ۱۷۶۲۷ به‌عنوان یکی از آثار ملی ایران به ثبت رسیده است.